# Macella sideris
Macella sideris là một loài bướm đêm trong họ Noctuidae.